# I tre sceriffi
I tre sceriffi (Badman's Country) è un film del 1958 diretto da Fred F. Sears.
È un film western statunitense con George Montgomery, Neville Brand, Buster Crabbe, Karin Booth, Gregory Walcott e Malcolm Atterbury.

## Produzione
Il film, diretto da Fred F. Sears su una sceneggiatura di Orville H. Hampton, fu prodotto da Robert E. Kent tramite la Robert E. Kent Productions e girato nel Monogram Ranch a Newhall e nell'Iverson Ranch a Chatsworth, in California, dal metà ottobre all'inizio di novembre del 1957. Il titolo di lavorazione fu  Gun Trap at Abiliene.

## Colonna sonora
- Badman's Country - scritta da Robert E. Kent, cantata da The Mellowmen

## Distribuzione
Il film fu distribuito con il titolo Badman's Country negli Stati Uniti dal 2 agosto 1958 al cinema dalla Warner Bros.
Altre distribuzioni:
- in Germania Ovest il 5 dicembre 1958 (Der Teufel holt sie alle)
- in Austria nel 1959 (Der Teufel holt sie alle)
- in Finlandia il 6 febbraio 1959 (Henkipattojen maa)
- in Italia (I tre sceriffi)
- in Brasile (Morte a Cada Passo)
- in Grecia (I epelasis ton ekdikiton)

## Promozione
La tagline è: Warner's Big Six-Gun Saga!.